# Willman Malonga Kiminou
 (mai 2016).
Willman Dualde Malonga Kiminou est un karatéka congolais, né le 8 mars 1983 à Pointe Noire, en République du Congo. 
Il est médaillé d'or en Kumité individuel + de 84 kg, aux onzièmes Jeux Africains de Brazzaville, en septembre 2015. Il est aussi double vainqueur de la coupe de France en kumité individuel +84 kg et équipe.

## Carrière

### Débuts
C'est à l'âge de 7 ans (1990) que Willman Malonga Kiminou commence à pratiquer la discipline, en s'inscrivant au club Serment Bayard Fils, avec Serge Bissadissi. En 1996, il rejoint le club Shotokan Karaté Club des Impôts (SKCI), où il fait ses débuts dans la compétition kumite et kata.
Il se fait remarquer, sur le tatami, chez les juniors et les seniors, dès le début des années 2000, sous la coupe de Médard Niakissa (Champion d'Afrique - Dakar 1985). Cette même année, il intègre l'équipe nationale de karaté du Congo les Diables Rouges. Sa première participation à une compétition mondiale avec les Diables Rouges, sera le Championnat du Monde à Munich où il est remplaçant.
En 2001, il est sacré double champion d'Afrique en kumité individuel -75 kg et équipe à Madagascar. Puis, en 2002, il remporte le titre de champion d'Afrique Centrale en Kumité individuel -75 kg au Championnat d'Afrique Centrale zone 4, au Gabon.
À la suite d'une blessure lors de la préparation du championnat d'Afrique Junior à Gaborone (Botswana), le karatéka arrête la compétition pendant quelques mois. Il revient sur le tatami, en 2003, et gagne une fois de plus le championnat d'Afrique Centrale en kumité -75 kg, à Brazzaville (Congo). Puis aux huitièmes Jeux Africains d'Abuja (Nigeria) en septembre, il remporte la double médaille de Bronze en Kumité individuel open et équipe.
Absent des tatamis pendant quelques années, il revient au karaté au début de l'année 2007, et commence à s'entraîner au Karaté Club de Colombes (KCC) avec Gilles Cherdieu (4 fois champion du Monde).
Il change désormais de catégorie, passant ainsi des -75 kg aux +84 kg (poids lourds). C'est dans cette catégorie et sous la bannière de ce club, qu'il gagnera la plupart de ses titres.

### Poids lourds
De retour donc sur le tatami, le karatéka va enchaîner les titres nationaux et continentaux. Il participe à l'Open de Wasquehal en 2007, et remporte la troisième place, s'inclinant en demi-finale devant le russe Aleksandr Guerunov (champion du monde en 2004). Il gagne ensuite l'Open de Bourgogne, la Lehet cup, et l'Open de Carcassonne cette même année chez les poids lourds.
2008 sera une année fructueuse pour Willman Malonga. En effet, en janvier, il commence par gagner une médaille d'Argent en kumité individuel à l'Open International de Wasquehal. Puis il remporte, en mars, le Bronze au Championnat de France avec le Karaté Club de Colombes (KCC). Il se classe vice-champion d'Afrique lors de la douzième édition des championnats d'Afrique de Karaté à Cotonou (Bénin), en août de cette année. Et, malheureusement, finit sa saison en perdant en quart de finale de tableau, au Championnat mondial de karaté à Tokyo (Japon).
Fort de tous ces titres, Willman Malonga poursuit sur sa lancée et multiplie les récompenses année après année. En 2009, il remporte l'Open du Luxembourg en kumité individuel +84 kg. Il remporte aussi la coupe de France en kumité individuel avec le Karaté Club de Colombes (KCC).
Il participe aux dixièmes Jeux Africains de Maputo, en Mozambique, en septembre 2011. Il est contraint, lors des jeux, d'abandonner la compétition individuelle pour des problèmes de santé. Malgré tout, il finit avec une médaille d'Argent en kumité équipe.
En septembre 2012, au quatorzième championnat d'Afrique de Karaté, à Rabat (Maroc), il perd en finale face au marocain Moatassim El Fouzari, et remporte la médaille d'argent en kumité individuel +84 kg et de Bronze en équipe kumité. Malheureusement, lors de la vingt et unième édition du championnat du monde de karaté à Bercy, il perd au premier tour face au Bosniaque Zukan en individuel +84 kg, qui finira troisième de la compétition.
Il remporte une fois de plus, la coupe de France en kumité équipe avec le Karaté Club de Gentilly (KCG), en 2013. Puis, finit deuxième au championnat de France en kumité équipe et troisième à la coupe de France en kumité individuel +84 kg.
En 2014, il participe au championnat du monde à Brême (Allemagne), et perd en quart de finale de tableau en kumité équipe contre la Serbie ainsi qu'au deuxième tour en individuel après avoir battu le pays de galles au premier tour.
2015 est l'année de la consécration pour Willman Malonga. En effet, après une préparation intense de plusieurs mois, sa détermination est récompensée lors des onzièmes Jeux Africains qui ont lieu à Brazzaville en septembre 2015. Il remporte la médaille d'Or en kumité individuel +84 kg, au terme d'un combat au cours duquel il a pris le dessus sur l'égyptien Ahmed Alasfar. Il remporte aussi en kumité équipe, la médaille de Bronze.

### Palmarès
| N° | Date | Lieu                      | Compétition                           | Catégorie                                 | Victoire remportée                    |
| -- | ---- | ------------------------- | ------------------------------------- | ----------------------------------------- | ------------------------------------- |
| 1  | 2001 | Antananarivo (Madagascar) | Championnat d'Afrique de Karaté       | Kumité individuel -75 kg et kumité équipe | Double Champion d'Afrique             |
| 2  | 2002 | Libreville (Gabon)        | Championnat d'Afrique Centrale zone 4 | Kumité individuel -75 kg et kumité équipe | Double Champion d'Afrique Centrale    |
| 3  | 2003 | Brazzaville (Congo)       | Championnat d'Afrique Centrale zone 4 | Kumité individuel -75 kg et kumité équipe | Double Champion d'Afrique Centrale    |
| 4  | 2003 | Abuja (Nigéria)           | 8èmes Jeux Africains                  | Kumité individuel open et kumité équipe   | Double médaille de Bronze             |
| 5  | 2007 | Wasquehal (France)        | Open international de Wasquehal       | Kumité individuel +78 kg                  | Médaille de Bronze                    |
| 6  | 2008 | Wasquehal (France         | Open international de Wasquehal       | Kumité individuel +78 kg                  | Médaille d'Argent                     |
| 7  | 2008 | Brem (Allemagne)          | Open d'Allemagne                      | Kumité individuel +84 kg                  | Médaille de Bronze                    |
| 8  | 2008 | Cotonou (Bénin)           | 12e championnat d'Afrique             | Kumité individuel +80 kg et kumité équipe | Médaille d'Argent                     |
| 9  | 2009 | Bordeaux (France)         | Coupe de France                       | Kumité individuel +84 kg et kumité équipe | Double médaille d'Or et de Bronze     |
| 10 | 2009 | Strassen (Luxembourg)     | Open du Luxembourg                    | Kumité individuel +84 kg                  | Médaille d'Or                         |
| 11 | 2011 | Maputo (Mozambique)       | 10èmes Jeux Africains                 | Kumité individuel +84 kg et kumité équipe | Médaille d'Argent                     |
| 12 | 2012 | Rabat (Maroc)             | Championnat d'Afrique                 | Kumité individuel +84 kg et kumité équipe | Double médaille d'Argent et de Bronze |
| 13 | 2013 | Paris (France)            | Coupe de France                       | Kumité individuel +84 kg et kumité équipe | Double médaille d'Or et de Bronze     |
| 14 | 2013 | Paris (France)            | Championnat de France                 | Kumité équipe                             | Médaille d'Argent                     |
| 15 | 2015 | Brazzaville               | 11èmes Jeux Africains                 | Kumité individuel +84 kg et kumité équipe | Double médaille d'Or et de Bronze     |

## Formation
Soucieux de transmettre aux autres et surtout aux futures générations son savoir-faire, Willman Malonga obtient, en 2009, le DEJEPS (Diplôme d'État de la Jeunesse de l'Éducation Populaire et du Sport) mention karaté. Il intègre, en 2014, l'Amicale Sportive d'Évry (ASE) en tant que professeur de karaté.
En outre, il anime en octobre 2015, un stage de karaté, au Sangosho Karaté Club de Saint-François (Guadeloupe). Ce stage, dédié exclusivement aux juniors, avait pour but de les préparer à l'Open régional de Guadeloupe.
Il participe, par ailleurs, également à des événements de promotion de la discipline comme le Challenge MAP à La Réunion, avec entre autres célèbres karatékas, Fodé Ndao (Vice-Champion du monde et champion d'Afrique - Sénégal) et Diego Davy Vandeschrick (Vice-champion du monde et champion d'Europe - Belgique).